# 146-я стрелковая дивизия (2-го формирования)
146-я стрелковая Островская Краснознамённая ордена Суворова дивизия (146 сд) — воинское соединение Вооружённых Сил СССР, принимавшее участие в Великой Отечественной войне.
Боевые периоды — декабрь 1941 года — 9 мая 1945 года.

## История
1941 

С декабря 1941 года в г. Казани Московского военного округа формировалась 416-я стрелковая дивизия, преобразованная в 146-ю стрелковую дивизию (2-го формирования), боевое знамя получено в феврале 1942 года.
1942 

С февраля 1942 года в Резерве Ставки ВГК в районе г. Венёва Тульской области.

С марта 1942 в составе Западного фронта, в апреле передана в состав 50-й армии, где вступила в боевые действия в районе г. Мосальска, сменив на переднем крае 173-ю стрелковую дивизию. 11 апреля дивизия вышла на рубеж в районе села Фомино-1 — Зимницы, развернулась фронтом на северо-запад перед Варшавским шоссе и начала ожесточённые бои за Фомино-2 и Зайцеву Гору с задачей перерезать Варшавское шоссе и развивая успех на Ново-Аскерово, соединиться с частями 1-го гвардейского кавалерийского корпуса, действовавшего глубоким рейдом по тылам противника. Части дивизии неоднократно перерезали Варшавское шоссе, но потеряв в боях три четверти личного состава, не смогли закрепить успех и были заменены частями 58-й стрелковой дивизии.

В середине мая 1942 года 146-я стрелковая дивизия в составе 50-й армии, заняла оборону на стыке 49-й и 59-й армий на линии Девятовка — Емельяновка — Громой Колодец, где вела бои местного значения.

1943 

28 февраля 1943 года дивизия заняла оборону полосой в 22 километра в районе Девятовка — Шахово — Трушково, с 8 марта в составе 49-й армии перешла в наступление в направлении г. Спас-Деменск. В марте-апреле части дивизии с боями овладели 78 населёнными пунктами, командиры и бойцы были впервые награждены правительственными наградами.

В августе 1943 года дивизия вновь перешла в наступление на Спас-Деменск и во взаимодействии с частями 42-й стрелковой дивизии вскоре штурмом овладела городом. В сентябре выведена в Резерв Ставки ВГК. 

В октябре 1943 года дивизия была переброшена в район г. Невель в состав 79-го стрелкового корпуса 3-й ударной армии 2-го Прибалтийского фронта. С декабря в составе 100-го стрелкового корпуса. 

1944 

С января 1944 года в составе 90-го стрелкового корпуса, в марте выведена в состав 12-го гвардейского стрелкового корпуса фронтового подчинения. 

С апреля 1944 года в составе 14-го гвардейского стрелкового корпуса 1-й ударной армии 2-го Прибалтийского фронта. 

С июля 1944 года в составе 118-го стрелкового корпуса 1-й ударной армии 3-го Прибалтийского фронта. 16 июля дивизия получила задачу по очищению восточного берега р. Великая и решительными действиями форсировать р. Великая и совместно с соседом слева захватить г. Остров. Начав преследование и при попытке противника задержать наступающие части южнее и юго-западнее г. Остров дивизия ночными действиями, сломив сопротивление противника и с утра 21 июля ворвалась на южную окраину г. Остров. Форсировав р. Великая второй раз к 12:00 21 июля при содействии полка 44-й стрелковой дивизии полностью овладела городом и ж.д. станцией Остров. При этом уничтожено до батальона противника и захвачено: пленные до 160 чел., складов с боеприпасами — 16, прод. склада — 3, миномётов — 11, автомашин — 6, орудий — 19, винтовок и автоматов — 406, пулемётов — 131. 

21 июля 1944 года 146-й стрелковой дивизии Приказом № 122 Верховного Главнокомандующего, за высокое мастерство и решающую роль в освобождении г. Остров присвоено почётное наименование «Островская». 

С августа 1944 года в составе 116-го стрелкового корпуса Группы войск Северного боевого участка, ведёт боевые действия по освобождению Эстонской ССР. 

25 августа 1944 года 146-й стрелковой Островская дивизии, за освобождение города Тарту и проявленный героизм награждена орденом Красного Знамени. 

С сентября в составе 14-го гвардейского стрелкового корпуса 1-й ударной армии 3-го Прибалтийского фронта принимает участие в Рижской наступательных операциях и освобождении Латвийской ССР. 

С октября 1944 года в составе 14-го гвардейского стрелкового корпуса 3-й ударной армии 2-го Прибалтийского фронта принимает участие в блокирование Курляндской группировки противника в районе Ауце и Салдуса. 

С декабря 1944 года дивизия в составе 7-го стрелкового корпуса 3-й ударной армии 1-го Белорусского фронта ведёт боевые действия на территории Польши, в боях на Висле и в освобождении Варшавы. 

1945 

В марте-апреле 1945 года дивизия участвует в форсировании р. Одер и в штурме г. Берлин. С 22 апреля при прорыве сильной укреплённой — глубоко эшелонированной обороны противника на подступах к г. Берлину, дивизия массированным ударом всех огневых средств опрокинула противостоящего противника, нанеся ему большой урон в живой силе и технике. В ходе дальнейшего наступления преодолевая проволочные заграждения, завалы, упорное сопротивление противника дивизия подошла к г. Берлину и завязала уличные бои, в сочетании с фланговыми ударами окружила и уничтожила противостоящего противника, засевшего в отдельных кварталах и зданиях. 30 апреля части дивизии овладели площадью Александер-платц и выдвинулись в направлении к Рейхстагу. В ходе тяжёлых уличных боёв противник был измотан и сопротивление его сломлено. Немецкое командование было вынуждено запросить о капитуляции, солдаты и офицеры стали массой сдаваться в плен. 

146-я стрелковая Островская Краснознамённая дивизия, за участие в Берлинской операции награждена орденом Суворова II степени. 

## Состав
- 512-й стрелковый полк
- 608-й стрелковый полк
- 698-й стрелковый полк (майор З. С. Шехтман)
- 280-й артиллерийский полк
- 211-й отдельный истребительно-противотанковый дивизион
- 126-я отдельная разведывательная рота
- 149-й отдельный сапёрный батальон
- 249-й (226-й) отдельный батальон связи (215-я (249-я) отдельная рота связи)
- 171-й отдельный медико-санитарный батальон
- 501-я отдельная рота химзащиты
- 133-я автотранспортная рота
- 517-я полевая хлебопекарня
- 882-й дивизионный ветеринарный лазарет
- 1718-я полевая почтовая станция
- 1073-я полевая касса Госбанка

## Подчинение
| Дата                 | Фронт (округ)                                                      | Армия             | Корпус                             | Примечания   |
| -------------------- | ------------------------------------------------------------------ | ----------------- | ---------------------------------- | ------------ |
| декабрь 1941 года    | Комплектуется на базе 146-й стрелковой дивизии (2-го формирования) | -                 | -                                  | формирование |
| февраль 1942 года    | Резерв Ставки Верховного Главнокомандования                        | 50-я армия        | -                                  | -            |
| март 1942 года       | Западный фронт                                                     | 50-я армия        | -                                  | -            |
| май 1942 года        | Западный фронт                                                     | 49-я армия        | -                                  | -            |
| 28 февраля 1943 года | Западный фронт                                                     | 49-я армия        | -                                  | -            |
| август 1943 года     | Резерв Ставки Верховного Главнокомандования                        | 50-я армия        | -                                  | -            |
| октябрь 1943 года    | 2-й Прибалтийский фронт                                            | 3-я ударная армия | 79-й стрелковый корпус             | -            |
| январь 1944 года     | 2-й Прибалтийский фронт                                            | 3-я ударная армия | 12-й гвардейский стрелковый корпус | -            |
| апрель 1944 года     | 2-й Прибалтийский фронт                                            | 1-я ударная армия | 14-й гвардейский стрелковый корпус | -            |
| июль 1944 года       | 3-й Прибалтийский фронт                                            | 1-я ударная армия | 118-й стрелковый корпус            | -            |
| август 1944          | 3-й Прибалтийский фронт                                            | 1-я ударная армия | 116-й стрелковый корпус            | -            |
| сентябрь 1944 года   | 3-й Прибалтийский фронт                                            | 1-я ударная армия | 14-й гвардейский стрелковый корпус | -            |
| октябрь 1944 года    | 2-й Прибалтийский фронт                                            | 3-я ударная армия | 14-й гвардейский стрелковый корпус | -            |
| декабрь 1944 года    | 1-й Белорусский фронт                                              | 1-я ударная армия | 7-й гвардейский стрелковый корпус  | -            |

## Командиры
- Новосельский, Юрий Владимирович (с 27 января 1942 по 20 июня 1942) — генерал-лейтенант
- Орлов, Николай Иванович (с 21 июня 1942 по 4 января 1943) — генерал-майор
- Дулов, Дмитрий Арсентьевич (с 17 января по 8 июня 1943) — полковник
- Балоян, Нерсес Парсеевич (с 9 июня по 5 ноября 1943) — полковник
- Кучмистый, Григорий Петрович (с 6 ноября по 11 декабря 1943) — полковник
- Некрасов, Иван Михайлович (с 12 декабря 1943 по 6 февраля 1944) — генерал-майор
- Карапетян, Сергей Исаевич (с 28 февраля 1944 по 9 мая 1945) — гв. генерал-майор

## Награды и наименования
| Награда (наименование)             | Дата                                                               | За что награждена |
| ---------------------------------- | ------------------------------------------------------------------ | --- |
| Почётное наименование «Островская» | Приказ Верховного Главнокомандующего № 0247 от 9 августа 1944 года | За высокое мастерство и решающую роль в освобождении г. Остров. |
| Орден Красного Знамени             | Указ Президиума Верховного Совета СССР от 7 сентября 1944 года     | За образцовое выполнение заданий командования в боях с немецкими захватчиками, за овлдение городом Тарту и проявленный при этом доблесть и мужество.                     |
| Орден Суворова II степени          | Указ Президиума Верховного Совета СССР от 11 июня 1945 года        | За образцовое выполнение заданий командования в боях с немецкими захватчиками при овладении столицей Германии городом Берлин и проявленные при этом доблесть и мужество. |

Награды частей дивизии:
- 280-й артиллерийский ордена Алекандра Невского[6]полк

## Герои Советского Союза
- Затылков, Вячеслав Фёдорович, младший лейтенант, комсорг батальона 698-го стрелкового полка.
- Новосельцев, Лукьян Евгеньевич, майор, командир батальона 698-го стрелкового полка.